# Cretinetti e gli stivali del Brasiliano
Cretinetti e gli stivali del Brasiliano è un film muto italiano del 1916 diretto e interpretato da André Deed.